# Paolo della Pergola
Paolo della Pergola o dalla Pergola (Pergola, ultimo ventennio del Trecento – Venezia, 30 luglio 1455) è stato un filosofo, matematico e logico italiano.

## Biografia
Fu il membro più noto di una famiglia di insegnanti marchigiani di cui però non è noto il cognome. Arnaldo Segarizzi, notando che il fratello Alvise veniva indicato come figlio di «Antonio de Stefani da la Pergola», ritenne che quello fosse il suo cognome; più probabilmente, si tratterebbe di un riferimento al nonno paterno. Taluni, confondendolo con un altro Paolo originario di Pergola, gli hanno attribuito il cognome Godi.
Forse fu avviato alla carriera ecclesiastica nella città natale, ma presto si trasferì a Venezia dove già viveva il nonno Stefano, medico, gli zii Luchino e Pietro, insegnanti, e forse anche il padre Antonio.
Fu allievo di Paolo da Venezia. La sua opera più importante è probabilmente il De sensu composito et diviso. Fu insegnante della scuola di Rialto dal 1421 al 1454  dove insegnò logica, filosofia naturale, matematica, astronomia e teologia.
Nominato vescovo di Capodistria nel 1448, rinunciò alla carica per non distaccarsi dalla sua professione di insegnante.
Fu sepolto nella chiesa di San Giovanni Elemosinario di Venezia dove gli fu anche costruito un monumento a pubbliche spese. Vi resta solo una lapide, in quanto l'edificio fu distrutto da un incendio nel 1514.

## Opere
- Logica; and, Tractatus de sensu composito et diviso, edito da Mary Anthony Brown, Saint Bonaventure, New York: Franciscan Institute, 1961.